# Horné Zelenice
Horné Zelenice (Hongaars: Felsőzélle) is een Slowaakse gemeente in de regio Trnava, en maakt deel uit van het district Hlohovec.
Horné Zelenice telt 665 inwoners.